# Nevruz
Nevruz Maljoku, noto semplicemente come Nevruz o Nevruz Joku (Caserta, 23 marzo 1984), è un cantautore, musicista e attore italiano.
È noto soprattutto per la sua partecipazione a X Factor 2010 dove ha ottenuto il terzo posto. Dopo essere stato inizialmente prodotto da Sony viene poi seguito e prodotto dagli Elio e le Storie Tese nel 2012. Si esibisce e collabora attivamente con diversi artisti tra cui gli Skiantos.

## Biografia
Nato a Caserta e cresciuto nella Bassa modenese, è figlio di un musicista tzigano che lasciò casa quando Nevruz aveva due anni; cresciuto dalla madre italiana, sin dall'infanzia, Nevruz affronta diverse difficoltà: dal trovarsi in casa con un patrigno violento ad un'adolescenza passata a vagabondare, fino al trovare e perdere ben tre abitazioni prima a causa del terremoto, poi un'alluvione ed infine la pandemia.
Nonostante le difficoltà affrontate Nevruz non smette di comporre e suonare nella scena underground italiana, calcando palchi come Arezzo Wave, Jack Daniel’s Live Tour, Heineken Jammin' Festival, Rock In Roma e altri, con il duo Water in Face, come cantante e batterista, e Le Ossa, collettivo di progetti artistici indipendenti d'avanguardia da lui fondato, come cantante.
Nel 2006 partecipa e vince all'Arezzo Wave e all'Heineken Jammin' Festival con i Water in Face, aprendo a band internazionali come Metallica, Depeche Mode, The Darkness, Lacuna Coil e italiani come Verdena, Daniele Silvestri e Marlene Kuntz; gli viene proposto un tour americano di apertura a Kaiser Chiefs, Queens of the Stone Age ed altri, ma per divergenza di idee interna al duo il progetto salta.
Nel 2010 partecipa ad X Factor, alla quarta e ultima edizione del programma su Rai 2; alla quinta edizione in poi il programma si sposta su Sky. Ottiene qui il terzo posto e nello stesso anno pubblica l'album Tra l'amore e il male (Sony Music) con l'omonimo inedito e Nel tubo; nell'album sono presenti diverse reinterpretazioni tra cui Se telefonando di Mina, una versione punk rock di Gianna di Rino Gaetano, una versione metal di Mi vendo di Renato Zero, Che cosa sono le nuvole di Domenico Modugno e Pugni chiusi de I Ribelli.
Durante la sua partecipazione al talent conquista la simpatia di Elio che nel 2012 lo segue nella produzione di La casa e gli spiriti perduti (Hukapan) dopo che Nevruz rifiutò il contratto con Sony, per un budget di 180.000 euro, pur di conservare la propria indipendenza artistica.
Nello stesso anno si esibisce in prima serata con Fabrizio Frizzi su Telethon con Tra l'amore e il male, e a Parla con me con Gioia e rivoluzione degli Area assieme agli Elio e le Storie Tese, e poi durante il programma Tropical Pizza ospite di Nikki su Radio Deejay.
Conclusa l'esperienza con il talent si appassiona al canto armonico e l'esplorazione vocale, dopo una vita dedicata alla musica come autodidatta inizia un percorso di approfondimento con diversi insegnanti tra cui Raffaello Regoli, allievo diretto di Demetrio Stratos. Nello stesso anno partecipa al tour dei Rezophonic, supergruppo fondato da Mario Riso. Sempre nel 2012 è ospite su Cielo che gol! assieme ad Alessandro Gassmann, Rocco Tanica ed altri; è inoltre ospite speciale del programma That's Italia su La7 con Filippa Lagerbäck.
Dopo il terremoto del 2012 organizza il Zona Rossa Rock Festival, con l'obiettivo della ricostruzione dei centri culturali in Emilia e a cui prendono parte artisti della scena underground e progressive rock come Pino Scotto, gli Area, i Trick or Treat, Elio con il suo spettacolo Fu-turisti, la Nextime Ensemble di Danilo Grassi ed un tentativo di ritorno dei Water in Face.
Su Sky Uno va in onda Nevruzland, uno special dedicato all'uscita del disco La casa e gli spiriti perduti.
Nel 2013 recita come protagonista nello spettacolo teatrale Kurt Weill Songs portando in scena Kurt Weill e l'Opera da tre soldi di Bertolt Brecht.
Nel 2014 è nel cast di Sexy shop diretto da Maria Erica Pacileo e Fernando Maraghini, commedia tratta dal romanzo di Vincenzo Marega e prodotta dallo stesso e che si aggiudica il Premio Enzo Biagi; qui Nevruz interpreta un trafficante di bambole gonfiabili assieme a Ivan Cattaneo e Sir Oliver Skardy, con il quale nasce un featuring in cui canta in veneto nel brano Tuto normal dell'album Ridi paiasso.
Nello stesso anno esce La protesta, brano uscito in risposta all'essersi visto negata la possibilità di partecipazione a Sanremo Giovani; viene però ospitato a Roxy Bar da Red Ronnie dove esegue dal vivo il brano con il collettivo Le Ossa.
Nel 2015 fa uscire un omaggio a Pino Daniele reinterpretando il brano Je so' pazzo. Viene inoltre citato dei Verdena nel brano Puzzle dell'album Endkadenz Vol.1.
Nel 2016 pubblica Sembra impossibile con Johnson Righeira. Nello stesso anno partecipa al disco That's Live di Rockin'1000, supergruppo musicale nato in Italia nel 2014 come tributo ai Foo Fighters.
Nel 2017 partecipa al contest Standing Ovation in occasione del Concertone al Modena Park di Vasco Rossi, dove propone una rivisitazione del brano Stupendo.
Nel 2018 pubblica il suo terzo lavoro Il mio nome è nessuno (Molto Recording) con la produzione artistica di Alberto Benati (Ridillo). Con i brani L'Immigrato primo singolo estratto e Pax e il supporto di Elisa Alloro della Engine Records, Nevruz arriva in finale alla 20ª edizione di Voci per la libertà - Una canzone per Amnesty; il brano L'immigrato entra a far parte della compilation Voci per la libertà, vincitrice del Premio Tenco nella categoria Miglior album a progetto, assieme a Diodato, Nada e altri. Nell'album è presente anche la sua versione del brano Meditazione, prodotto da Peppe Ponti e Lino Patriota e con il cantante Marco Cecioni e il chitarrista Lino Ajello della formazione originale del 1970 dell'album Sirio 2222.
Sempre nello stesso anno si esibisce presso L'Asino che Vola di Roma dividendo il palco con l'amico Gianni Leone, il cui concerto, Il balletto di bronzo, diventa un bootleg pubblicato dall'etichetta indipendente White Widow al quale Nevruz partecipa con il brano Primo incontro.
È poi ospite al Discodays di Napoli e partecipa e ottiene il primo posto a Sanremo Rock nel 2018 con il brano Ibrida e Solo tu sai di me, contenuti nell'album Il mio nome è nessuno; in occasione di Sanremo Rock Nevruz forma la NevruZBand.
Nel 2019 vince il premio Bindi - Targa Nuovo Imaie con il brano Ma la testa e parallelamente inizia la sua collaborazione come cantante special guest degli Skiantos. Partecipa inoltre alla rassegna musicale Dentro le note del Teatro Comunale modenese, in collaborazione con l'Università degli Studi di Modena e Reggio Emilia.
Dal 2016 collabora al progetto La voce che cura dell'associazione culturale di modenese Trame 2.0, dove conduce laboratori di canto armonico e sperimentale nelle scuole superiori e negli ospedali psichiatrici; è attivo ancora oggi seguendo diverse situazioni e realtà che si occupano di accogliere ragazzi in difficoltà attraverso i suoi laboratori e "cerchi di voce".
Nevruz è anche selezionatore e preparatore regionale di artisti per le etichette discografiche, provini per talent show e concorsi nazionali con la masterclass talent-scouting I Want You.
Nel 2018 esce il singolo Andromeda (e si tinge di blu) e nel 2020 Quello che mi hai insegnato.
Nel 2022 pubblica una versione punk rock di Disperato erotico stomp di Lucio Dalla con Maninalto! Records.
Dal 2016 fino alla recente edizione del 2023 è tra gli artisti ricorrenti dell'evento evento bolognese Stelle sotto casa di Lucio che rende omaggio a Lucio Dalla.
Nel 2023 pubblica il singolo L'alieno, con cui partecipa ad Una voce per San Marino 2023, arrivando in finalissima al 17º posto..

## Riconoscimenti
- 2006
  - 1º posto all'Heineken Jammin' Festival
  - 1º posto all'Arezzo Wave[45]
- 2010
  - 3º posto ad X Factor[46]
- 2015
  - Premio Biagi con Sexy Shop[22]
- 2018
  - 1º posto a Sanremo Rock[47]
  - Vince il Premio Tenco[48]
- 2019
  - Vince il Premio Bindi - Targa Nuovo Imaie[33]

## Discografia

### Album
- 2010 – Tra l'amore e il male
- 2012 – La casa e gli spiriti perduti
- 2018 – Il mio nome è nessuno

### Singoli
- 2014 – La protesta
- 2016 – L'immigrato
- 2016 – Sembra impossibile (con Johnson Righeira)
- 2017 – ...Stupendo
- 2018 – Andromeda (e si tinge di blu)
- 2019 – Ma la testa
- 2020 – Quello che mi hai insegnato
- 2022 – Disperato erotico stomp
- 2023 – L'alieno

## Televisione
- X Factor (2010), Rai 2 - concorrente
- Nevruzland (2012), Sky Uno

## Teatro
- Kurt Weill Songs (2013) - attore

## Filmografia
- Sexy Shop (2014) - attore
- Tornatore's Way (2021) - attore, compositore